# Anneli Granget
Anneli Granget, född 11 augusti 1935 i Königsberg (nuvarande Kaliningrad), död 25 april 1971 i Nürnberg, var en tysk skådespelare. Hon medverkade i bland annat TV-filmerna Am grünen Strand der Spree och Jeder stirbt für sich allein. Granget drabbades av svår depression och begick självmord, 35 år gammal.